# Spinoaequalis schultzei
Spinoaequalis schultzei è un rettile estinto, appartenente agli areoscelidi. Visse nel Carbonifero superiore (circa 305 - 300 milioni di anni fa) e i suoi resti fossili sono stati ritrovati in Nordamerica. È uno dei primi diapsidi noti, e potrebbe essere stato il primo rettile dalle abitudini acquatiche.

## Descrizione
Questo animale è noto per un esemplare quasi completo, comprendente anche il cranio (in cattivo stato di conservazione) e mancante della parte distale della coda. L'esemplare intero doveva essere lungo circa 30 centimetri e l'aspetto doveva ricordare quello di una lucertola. La principale caratteristica di questo animale era data dall'insolita forma della coda: essa era costituita da vertebre particolarmente alte (almeno una volta e mezzo le vertebre dorsali), i cui archi emali erano alti quanto le spine neurali (da qui il nome Spinoaequalis). Gli archi emali si allungavano mano a mano che si procedeva verso la fine della coda, e possedevano una parte distale leggermente allargata. 

## Classificazione
Questo animale è noto per un fossile, descritto per la prima volta nel 1995. Il fossile è stato rinvenuto nella formazione Calhouns Shale, nel Kansas, in terreni risalenti alla fine del Carbonifero. Spinoaequalis possiede numerose caratteristiche morfologiche che indicano una sua stretta parentela con Petrolacosaurus, il più antico rettile diapside, vissuto qualche milione di anni prima. Questi due animali sono attribuibili agli areoscelidi, un gruppo di piccoli rettili simili a lucertole, dotati di un cranio di tipo diapside. 

## Paleobiologia
La bizzarra morfologia caudale di Spinoaequalis indica che questo animale doveva avere uno stile di vita differente da quello della maggior parte degli altri rettili del periodo. La coda profonda e alta è piuttosto simile a quella di altri rettili vissuti molti milioni di anni dopo, dalle abitudini acquatiche. Gi archi emali dalle espansioni distali richiamano quelli di molti altri rettili dalle abitudini acquatiche, ed è quindi probabile che anche Spinoaequalis fosse almeno parzialmente acquatico. 
Nello stesso giacimento in cui sono stati ritrovati i fossili di Spinoaequalis sono stati ritrovati anche i resti di un pelicosauro predatore, Archaeovenator. È possibile che gli adattamenti di Spinoaequalis fossero utili a sfuggire ai predatori.